# قره‌قیه (سرآب)
قره‌قیه یکی از روستاهای استان آذربایجان شرقی است که در دهستان رازلیق بخش مرکزی شهرستان سرآب واقع شده‌است. روستای قره‌قیه از توابع شهرستان مشگین‌شهر استان اردبیل است. این روستا را نباید با روستای دیگری به اسم قره‌قیه از توابع مشگین‌شهر اشتباه گرفت.
این روستا از دیرباز با نام‌های مختلف از جمله قره‌قایا (سنگ سیاه) نامیده می‌شده‌است؛ که علت نامگذاری این روستا به قره‌قیه به احتمال زیاد به خاطر وجود کوه سنگی چسبیده به روستاست که به رنگ سیاه است. امروزه در اطراف و بالای این کوه سنگی نیز خانه‌هایی ساخته شده‌اند. حتی برخی از این خانه‌ها که مربوط به سال‌های خیلی دور هستند به صورت حفاری داخل همین کوه سنگی ایجاد شده‌اند.